# しまった!〜情報活用スキルアップ〜
『しまった!〜情報活用スキルアップ〜』（しまった! じょうほうかつようスキルアップ）は、NHK教育テレビジョンにて2016年10月13日から2017年3月2日まで放送された小学4年から中学向け情報活用術の学校放送番組。
一部回では「テストの花道」の勉強法とよく似ている情報活用術を、子供達に教える。

## 放送時間
放送時間はいずれも日本標準時（JST）
- 2016年10月13日 - 2017年3月2日、水曜日09:35 - 9:45
- (再放送)2017年1月12日 - 3月下旬、火曜15:30 - 15:40

## 出演
- 司会：デーモン閣下[1]
- 情報活用術を何も知らない子供達(以下のうち3名ずつが出演、便宜上#放送リストでは下の名前でカタカナ表記)
  - 枝龍星
  - 畠澤俊也
  - 大村海生
  - 西ヶ谷帆澄
  - 山下ひかり
  - 山本みき
  - 和田紗也加

## 放送リスト
| 話数 | 課題                                              | 初回放送日 | 初回放送日     | 子供達                       | インタビュー対象者     |
| ---- | ------------------------------------------------- | ---------- | -------------- | ---------------------------- | ---------------------- |
| 1    | 調べる インタビュー                               | 2016年     | 10月18日       | ホズミ、ヒカリ、シュンヤ     | 江島則之（パティシエ） |
| 2    | 調べる 写真撮影                                   | 2016年     | 10月20日       | カイセイ、ヒカリ、シュンヤ   | 杉谷龍一（北星鉛筆）   |
| 3    | 調べる インターネット検索                         | 2016年     | 10月27日       | ホズミ、ミキ、コウセイ       |                        |
| 4    | まとめる 情報を整理する                           | 2016年     | 11月10日       | リュウセイ、シュンヤ、サヤカ |                        |
| 5    | まとめる 考えを整理する                           | 2016年     | 11月7日        | リュウセイ、ヒカリ、コウセイ |                        |
| 6    | まとめる 表とグラフで表現する                     | 11月24日   |                |                              |                        |
| 7    | 伝える 話す力を高める                             | 12月1日    |                |                              |                        |
| 8    | 伝える プレゼンテーションを作る                   | 12月8日    |                |                              |                        |
| 9    | 伝える 新聞づくり                                 | 12月15日   |                |                              |                        |
| 10   | 伝える・具体的に伝える                            | 2017年     | 1月12日        |                              |                        |
| 11   | 1人1台端末活用編（1）アンケートで意見をあつめよう | 2017年     | 1月9日、3月9日 |                              |                        |